# Liste von Flüssen in Südamerika

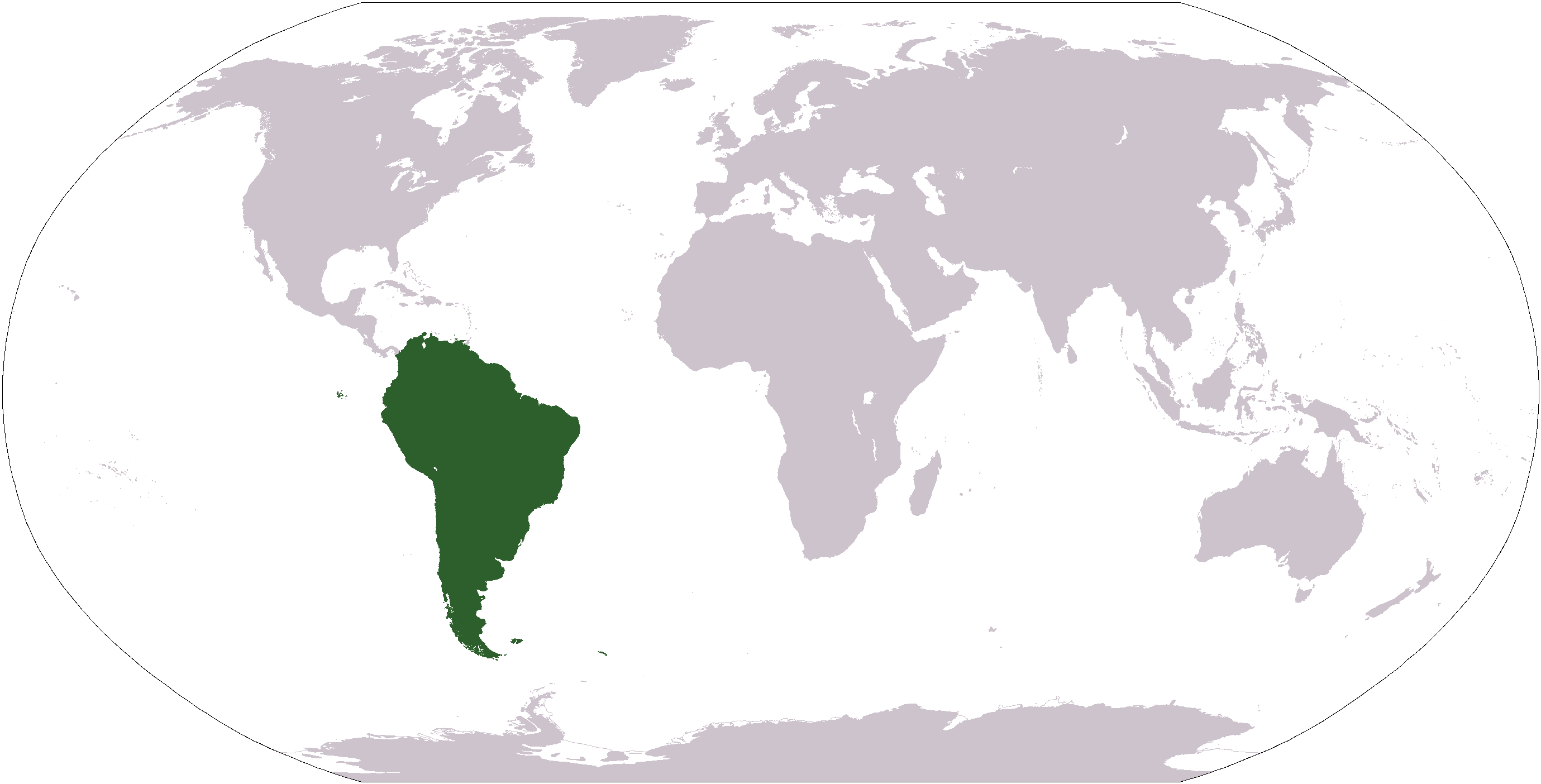
Südamerika

Die Liste von Flüssen in Südamerika ist eine nach Staaten sortierte Auflistung von Flüssen in Südamerika.
Siehe auch Liste der längsten Flüsse der Erde.

## Liste

### Flüsse inArgentinien
Siehe Liste der Flüsse in Argentinien

### Flüsse inBolivien
Siehe Liste der Flüsse in Bolivien

### Flüsse inBrasilien
Kleine Auswahl:

Abacaxis – Abaeté – Abunã – Acaraú – Acre – Alpercatas – Amapari – Amazonas (Rio Solimões) – Anapu – Anauá – Antas – Apa – Apodi – Aporé – Araguaia – Araguari – Arapiuns – Arinos – Aripuanã – Arroio Chuí – Arroyo de la Invernada – Braço Menor – Branco (Acre) – Branco (Rio Negro) – Canal do Itajuru – Canindé – Canoas – Capim – Carimataú – Carinhanha – Claro – Chandless – Coari – Contas – Corrantes – Corumbá – Cotaxé – Crixás-Açu – Crixás-Mirim – Cuíabá – Curuá – Rio Doce – Descoberto – Formosa – Fresco – Garças – Río Grajaú – Guaporé – Gurguéia – Gurupí – Iaco – Ibícul – Iguaçu – Ijuí – Itabapoana – Itajaí-Açu – Itapecuru – Itapemirim – Itararé – Ivaí – Jaceré –  Jaciparaná – Jacuí – Jacuipe – Jaguarão – Jaguari – Jamari – Jamenxim – Japurá – Jari – Jaru – Jaú – Jauaperi – Jaupés – Javaés – Jequitinhonha – Ji-Paraná (Machado) – Juruá – Juruena – Jutaí – Macaé – Machadinho – Madeira – Maicuru – Majari – Manuel Alves – Mapari – Marié – Rio Maú (Ireng) – Meia Ponte – Mirande – Mogi-Guaçu – Mortes – Moxotó – Mucajaí – Mundaú – Negro – Negro (Iguaçu)— Oiapoque – Pajeú – Palma – Pará – Parabuina – Paracatu – Paraguaçu – Paraguai – Paraíba – Paraná – Paranã – Paraná do Ouro – Paranaíba – Paranapanema – Río Pardo – Parima – Parnaiba – Paru – Pelotas – Peixe – Perdido – Piauí – Pimenta Bueno – Pìndaré – Piorini – Piquiri – Piranhas – Pirapó – Poti – Preto (mehrere) – Purus – Putumayo – Ribeira – Rio dos Bojs – Rio Grande – Roosevelt – Sangue – Santa Joana – Santa María – São Francisco – São José – São Lourenço – São Mateus – São Miguel – Seridó – Dos Sinos – Sono – Surumu – Tacutu – Tapajós – Tapauá – Taquari Novo – Tarauacá – Teles Pires – Tibaji – Tibalí – Tietê – Tocantins – Trombetas – Turvo – Uná – Uraricoera – Uruçui-Preto – Urucula – Uruguai – Vacacai – Vaza-Barris – Verde Grande – Vermelho – Vitória – Xingu

### Flüsse inChile
Siehe Liste der Flüsse in Chile

### Flüsse inEcuador
Siehe Liste der Flüsse in Ecuador

### Flüsse auf denFalklandinseln
Camilla Creek - Doyle River

### Flüsse inGuyana
Siehe Liste der Flüsse in Guyana

### Flüsse inKolumbien
Siehe Liste der Flüsse in Kolumbien

### Flüsse inParaguay
Siehe Liste der Flüsse in Paraguay

### Flüsse inPeru
Siehe Liste der Flüsse in Peru

### Flüsse inSüdgeorgien
- Penguin River

### Flüsse inSuriname
Siehe Liste der Flüsse in Suriname

### Flüsse inUruguay
Siehe Liste der Flüsse in Uruguay

### Flüsse inVenezuela
Siehe Liste der Flüsse in Venezuela